# Aparatownia ruchomego węzła łączności
Aparatownia ruchomego węzła łączności – zespół technicznych środków łączności zainstalowanych w nadwoziu pojazdu mechanicznego, spełniający funkcję węzła łączności na punktach dowodzenia oddziałów i związków taktycznych. Może być również wykorzystywany na szczeblach operacyjnych w składzie pomocniczych węzłów łączności. Przystosowana jest do manewrowych form walki, umożliwiając szybkie rozwinięcie węzła łączności. Zawiera końcowe urządzenia telefoniczne i telegraficzne, urządzenia łączeniowe i zasilające oraz urządzenia teletransmisyjne, radiotelefon, aparaturę radioliniową, zwielokratniającą, itp.

## Ruchomy węzeł łączności RWŁ-1M
Aparatownia zapewniała łączność dowodzenia i współdziałania w sieciach i kierunkach radioliniowych, radiotelefonicznych i radiowych oraz w kierunkach łączności przewodowej jawnej i utajnionej, na postoju i w ruchu, jednak pełne wykorzystanie możliwości aparatowni było możliwe tylko na postoju.
Aparatownia mogła pracować jako samodzielny element węzła łączności lub współpracować z innymi środkami łączności. 
Teoretycznie, utrzymanie łączności radioliniowej bez stacji pośrednich było możliwe na odległość do ok. 40 km na postoju, łączności radiotelefonicznej do 18 km w ruchu i do 40 km na postoju, a łączności radiowej tylko do 8 km.
Zasadnicze wyposażenie aparatowni:
- dwa półkomplety radiolinii taktycznej R-405
- radiotelefon K-1 /K-1M/
- radiostacja UKF typu R-107 /R-105/
- łącznica polowa ŁP-40MR
- dalekopis arkuszowy T-63
- telefoniczne urządzenie utajniające T-217M ELBRUS (opcja)
- 2 agregaty prądotwórcze PAB-2-1/230

## Ruchomy węzeł łączności cyfrowej RWŁC-10/CT
Aparatownia RWŁC-10/CT przeznaczona jest do zabezpieczenia łączności jawnej oraz do budowy i organizacji węzła łączności stanowiska dowodzenia, któremu zapewnia łączność poprzez:
- połączenia ISDN;
- połączenia cyfrowe;
- połączenia analogowe;
- połączenia VoIP.

Zapewnia również:
- automatyczne zestawianie połączeń na bazie cyfrowego systemu komutacji kanałów centrali, transmisję danych między elementami systemu łączności;
- dostęp do sieci TCP/IP oraz budowę lokalnych sieci LAN;
- współpracę ze stacjonarnym i polowym systemem łączności SZ RP;
- współpracę z publicznym systemem telekomunikacyjnym;
- współpracę z szerokopasmowymi systemami transmisyjnymi np. STORCZYK.

## Ruchomy węzeł łączności cyfrowej RWŁC-10/T

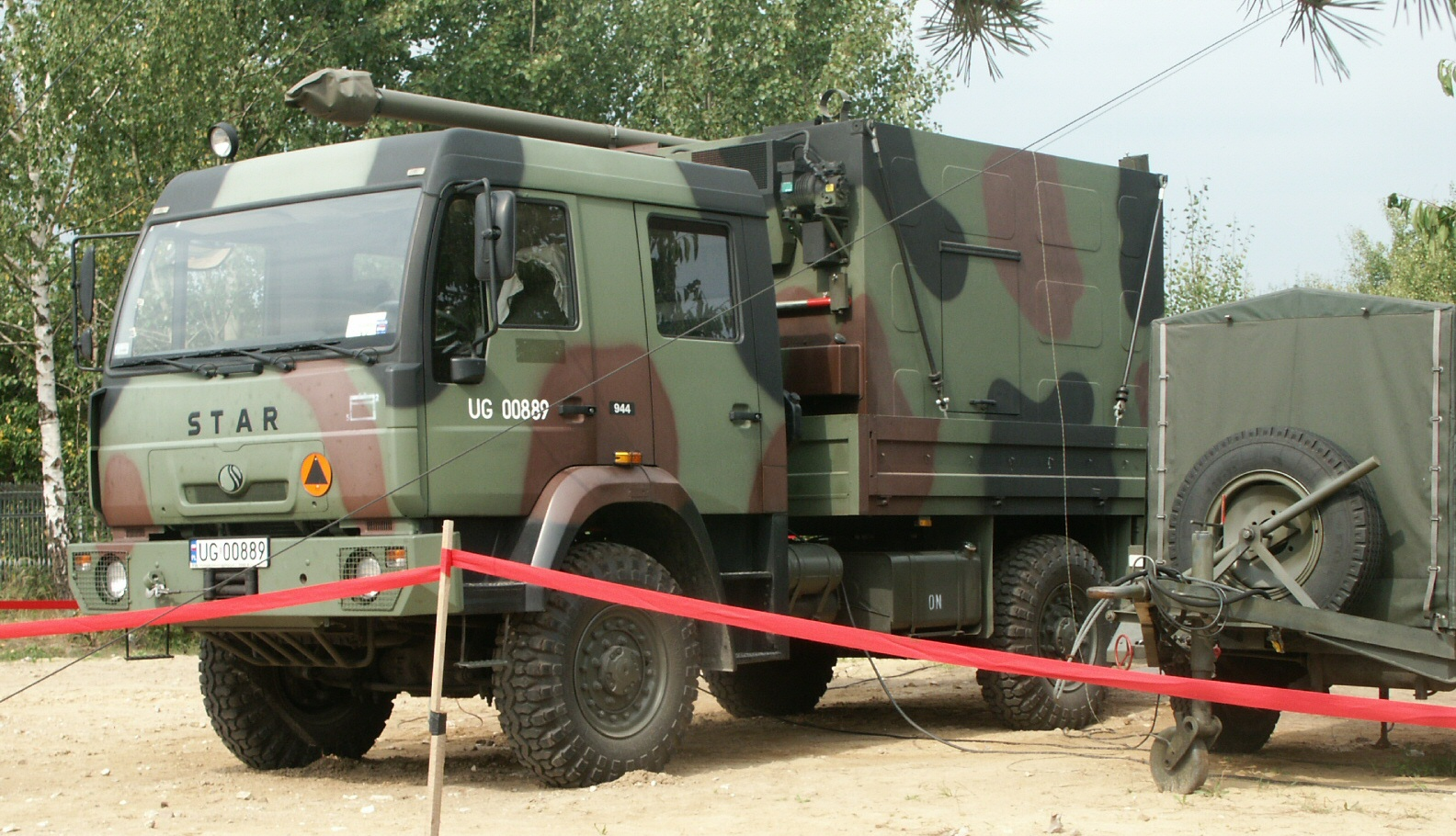
Aparatownia RWŁC-10/T na samochodzie Star 944

Ruchomy węzeł łączności cyfrowej w wersji transmisyjnej RWŁC-10/T jest mobilnym centrum telekomunikacyjnym łączącym w sobie sieci komutacji strumieniowej i pakietowej.
Trzy radiolinie pracujące w paśmie III+ (1350 – 2700 MHz), stanowiące wyposażenie wersji podstawowej aparatowni umożliwiają zestawienie połączeń na dystansie do 50 km. Poprzez interfejsy burtowe istnieje możliwość dowiązania aparatowni do każdego typu węzła łączności. Zastosowano radiolinie R-450A polskiej spółki Transbit, która zwyciężyła w przetargu w 2004 roku.
W oparciu o RWŁC-10/T można rozwinąć zintegrowane sieci informatyczne stanowiska dowodzenia.